# Börtingtjärnen (Sorsele socken, Lappland, 731580-152090)
Börtingtjärnen är en sjö i Sorsele kommun i Lappland och ingår i Umeälvens huvudavrinningsområde.